# Geodezja górnicza

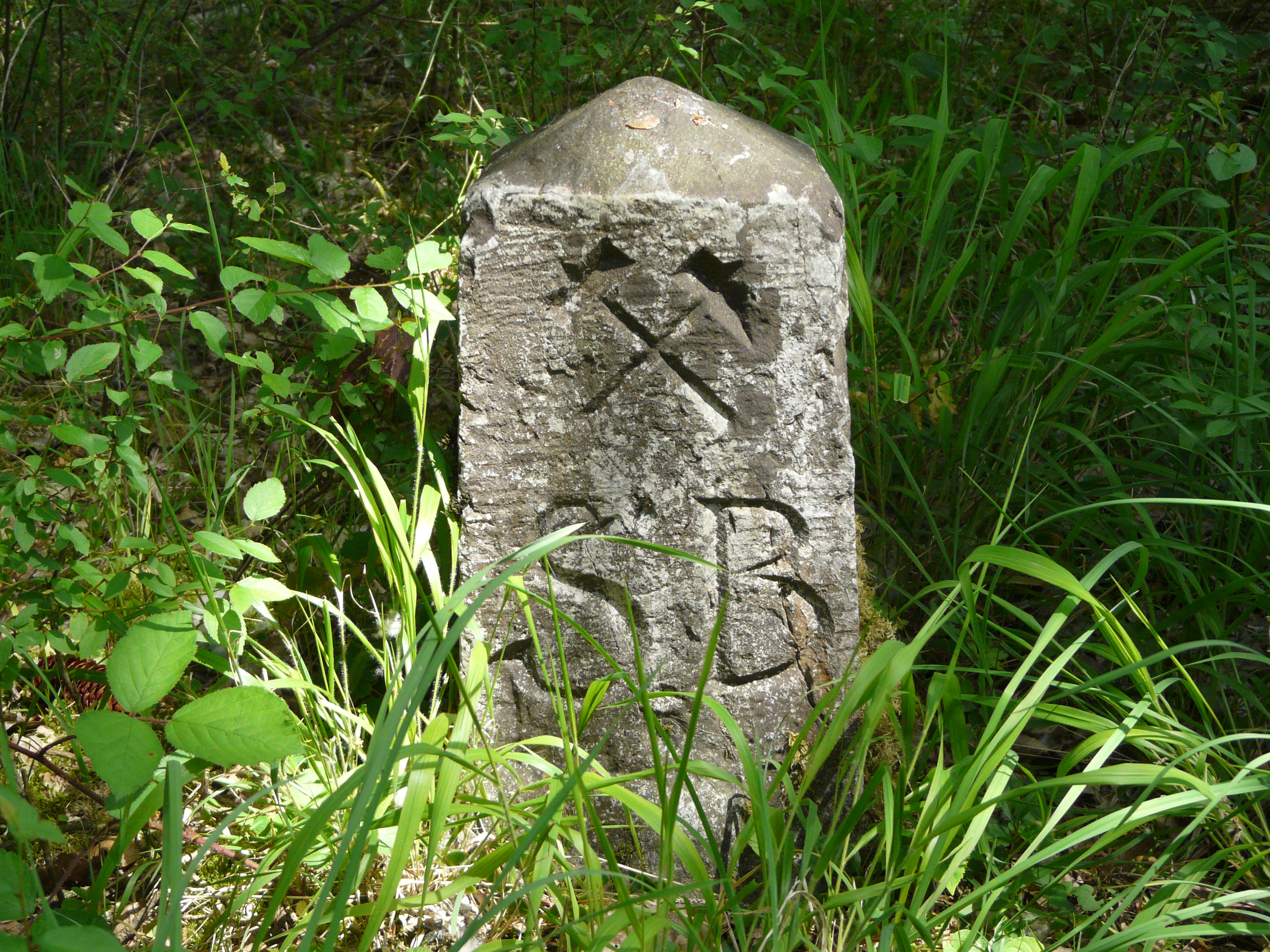
Punkt orientacyjny - kamień graniczny (niem. lochstein) pola górniczego kopalni Fortuna, Hessen

Geodezja górnicza zaliczana jest do geodezji gospodarczej i jest nauką zajmującą się zagadnieniami związanymi z projektowaniem, obsługą: górnictwa podziemnego, górnictwa otworowego, górnictwa odkrywkowego, a także budownictwa podziemnego. W zakresie działań geodezji górniczej dla kopalń podziemnych mieszczą się następujące zagadnienia:
- orientacja sytuacyjna i wysokościowa kopalń,
- pomiary realizacyjne (w tym zagadnienia przebitkowe),
- inwentaryzacje urządzeń szybowych oraz innych obiektów i urządzeń związanych z bezpieczeństwem ruchu zakładu górniczego,
- pomiary deformacji terenu górniczego teren górniczy,
- aktualizacja dokumentacji mierniczo-geologicznej.